# Nagari Panampung
Nagari Panampung is een bestuurslaag in het regentschap Agam van de provincie West-Sumatra, Indonesië. Nagari Panampung telt 7827 inwoners (volkstelling 2010).